# Prima Categoria Umbria 1966-1967
Il campionato di calcio di Prima Categoria 1966-1967 è stato il V livello del campionato italiano. A carattere regionale, fu l'ottavo campionato dilettantistico con questo nome dopo la riforma voluta da Bruno Zauli del 1958.
Questo è il girone organizzato dal Comitato Regionale Umbro per la regione Umbria.

## Squadre partecipanti
| Squadra       | Città (provincia)                       | Stagione 1965-1966                                     |
| ------------- | --------------------------------------- | ------------------------------------------------------ |
| Angelana      | Santa Maria degli Angeli di Assisi (PG) | 4° in Prima Categoria Umbria                           |
| Assisi        | Assisi (PG)                             | 11° in Prima Categoria Umbria                          |
| Bastia        | Bastia Umbra (PG)                       | 6° in Prima Categoria Umbria                           |
| Deruta        | Deruta (PG)                             | 1° in Seconda Categoria Umbria/C, promosso dopo finali |
| Gualdo        | Gualdo Tadino (PG)                      | 10° in Prima Categoria Umbria                          |
| Gubbio        | Gubbio (PG)                             | 18° in Serie D/C, retrocesso                           |
| Juventina     | Perugia                                 | 6° in Prima Categoria Umbria                           |
| Nestor        | Marsciano (PG)                          | 5° in Prima Categoria Umbria                           |
| Orvietana     | Orvieto (TR)                            | 6° in Prima Categoria Umbria                           |
| Ponte Felcino | Ponte Felcino di Perugia                | 6° in Prima Categoria Umbria                           |
| Pontevecchio  | Ponte San Giovanni di Perugia           | 2° in Prima Categoria Umbria                           |
| San Gemini    | San Gemini (TR)                         | 12° in Prima Categoria Umbria                          |
| Spoleto       | Spoleto (PG)                            | 14° in Prima Categoria Umbria                          |
| Tavernelle    | Tavernelle di Panicale (PG)             | 1° in Seconda Categoria Umbria/B, promosso dopo finali |
| Todi          | Todi (PG)                               | 3° in Prima Categoria Umbria                           |
| Virtus        | Terni                                   | 13° in Prima Categoria Umbria                          |

## Classifica finale
|  | Pos. | Squadra       | Pt | G  | V | N | P | GF | GS | DR |
|  | ---- | ------------- | -- | -- | - | - | - | -- | -- | -- |
|  | 1.   | Orvietana     | 45 | 30 |   |   |   |    |    |    |
|  | 2.   | Gubbio        | 45 | 30 |   |   |   |    |    |    |
|  | 3.   | Juventina     | 43 | 30 |   |   |   |    |    |    |
|  | 4.   | Pontevecchio  | 41 | 30 |   |   |   |    |    |    |
|  | 5.   | Todi          | 39 | 30 |   |   |   |    |    |    |
|  | 6.   | Angelana      | 38 | 30 |   |   |   |    |    |    |
|  | 7.   | Assisi        | 35 | 30 |   |   |   |    |    |    |
|  | 8.   | Deruta        | 31 | 30 |   |   |   |    |    |    |
|  | 9.   | Bastia        | 25 | 30 |   |   |   |    |    |    |
|  | 10.  | Ponte Felcino | 23 | 30 |   |   |   |    |    |    |
|  | 11.  | Spoleto       | 22 | 30 |   |   |   |    |    |    |
|  | 12.  | Nestor        | 20 | 30 |   |   |   |    |    |    |
|  | 13.  | San Gemini    | 19 | 30 |   |   |   |    |    |    |
|  | 14.  | Gualdo        | 18 | 30 |   |   |   |    |    |    |
|  | 14.  | Tavernelle    | 18 | 30 |   |   |   |    |    |    |
|  | 16.  | Virtus Terni  | 18 | 30 |   |   |   |    |    |    |

Legenda:

      Promossa in Serie D 1967-1968.
      Retrocessa in Seconda Categoria Umbria 1967-1968.
Note:

Due punti a vittoria, uno a pareggio, zero a sconfitta.
L'Orvietana è stata promossa dopo aver vinto lo spareggio in campo neutro contro la ex aequo Gubbio.

### Risultati

#### Spareggio promozione
|           | Risultati |        | Luogo e data      |
| --------- | --------- | ------ | ----------------- |
| Orvietana | 2-2 (dts) | Gubbio | Perugia, ? ? 1967 |
|           |           |        |                   |